# Arcybiskupstwo Szwajcarii
Arcybiskupstwo Szwajcarii – arcybiskupstwo prawosławne podległe jurysdykcji patriarchy Konstantynopola. 
W 1982 Święty Synod Patriarchatu Konstantynopolitańskiego zdecydował o wydzieleniu odrębnej jednostki terytorialnej obejmującej terytorium Szwajcarii i Liechtensteinu z Arcybiskupstwa Austrii, w miejsce Egzarchatu Szwajcarii. Decyzję Synodu potwierdził tomos patriarszy z 2 października 1982. Arcybiskupstwo zostało erygowane z myślą o Grekach zamieszkujących Szwajcarię, którzy byli w niej obecni od XVIII wieku. Wiernymi parafii należących do arcybiskupstwa są jednak również przedstawiciele innych narodowości, jacy w XX wieku z różnych powodów (politycznych, ekonomicznych) znaleźli się w Szwajcarii. Arcybiskup Szwajcarii rezyduje w Genewie. Parafie w jurysdykcji jednostki posługują się różnymi językami liturgicznymi, przy czym od początku jej istnienia promowane jest użycie języka francuskiego w celu integracji wiernych różnej narodowości. Pierwszą parafią, która została zorganizowana w oparciu o język francuski, była działająca do dziś parafia Opieki Matki Bożej i św. Sylwana z Atosu we Fryburgu. W porozumieniu z patriarchatem antiocheńskim Arcybiskupstwo Szwajcarskie powołało również parafię arabskojęzyczną z myślą o nowej fali emigracji do Szwajcarii z Libanu i krajów Bliskiego Wschodu. 
Pierwszym metropolitą szwajcarskim był metropolita Damaskin (Papandreu), intronizowany w Zurychu 21 listopada 1982. Obecnym zwierzchnikiem arcybiskupstwa jest metropolita Maksym (Potos). 

## Parafie Arcybiskupstwa
- Parafia Wprowadzenia Matki Bożej do Świątyni w Bernie
- Parafia Opieki Matki Bożej i św. Sylwana z Atosu we Fryburgu
- Parafia św. Jana Chrzciciela w Genewie (rumuńskojęzyczna)
- Parafia św. Pawła w Genewie
- Parafia Trójcy Świętej i św. Katarzyny w Genewie
- Parafia Zmartwychwstania Pańskiego w Genewie (arabskojęzyczna)
- Parafia św. Gierasima w Lozannie
- Parafia Objawienia Pańskiego w Lugano
- Parafia Mądrości Bożej w Münchenstein
- Parafia Świętych Konstantyna i Heleny w Sankt-Gallen (obejmująca również terytorium Liechtensteinu)
- Parafia św. Dymitra Sołuńskiego w Zurychu